# 塔思
塔思（1211年—1239年），蒙古帝国札剌亦儿部人。
木华黎之孙，孛鲁长子，1229年，嗣位为国王。镇守西京大同。窝阔台派他救援潞州，被金朝将领移剌蒲阿击败。和额勒只吉歹会合，再取潞州。1230年，随窝阔台伐金，扼守潼关，阻挡金国援军。1232年，三峰山之战，和拖雷一起大败金军，擒拿移剌蒲阿。和忽都虎攻略河南，招降邳州。1233年，随贵由征辽东，擒拿蒲鲜万奴。1234年，金朝灭亡，他和阔出一起攻打宋朝。1235年，破枣阳，攻打郢州。1236年，得东平路三万九千余户为食邑。1237年，攻下光州，攻打大苏山。1238年，攻取北峡关。1239年，在西京去世。

## 传記資料
- 《元史》卷139 列传第二十六
- 《新元史》卷120 列传第十七